# Wenzel Ignaz Brasch
Wenzel Ignaz Brasch, auch Werner Brosch oder Werner Prasch, tschechisch Václav Ignác Brasch, (* 19. Juni 1708 in Lissa, Bunzlauer Kreis, Königreich Böhmen; † 1761 in Schwabach, Fränkischer Reichskreis) war ein deutscher Maler und Kupferstecher böhmischer Abstammung.
Über seinen Lebenslauf gibt es sehr wenige Angaben. Wenzel Ignaz Brasch war in Nürnberg, Frankfurt am Main und in Bamberg tätig. Er malte Tiere sowie Jagd- und Schlachtenbilder.
Sein Sohn Magnus Brasch war ebenfalls Tiermaler von Jagdszenen.

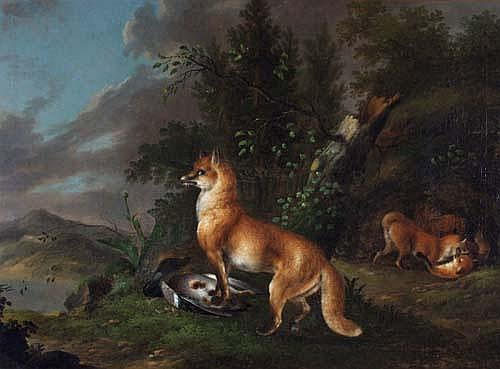
Füchsin mit Wildente vor ihrem Bau
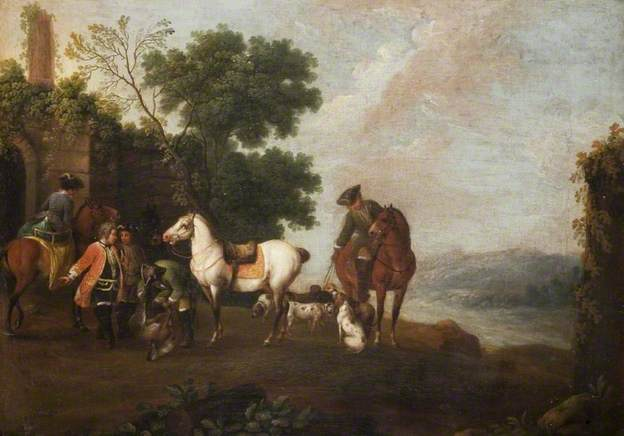
Hirschjagd
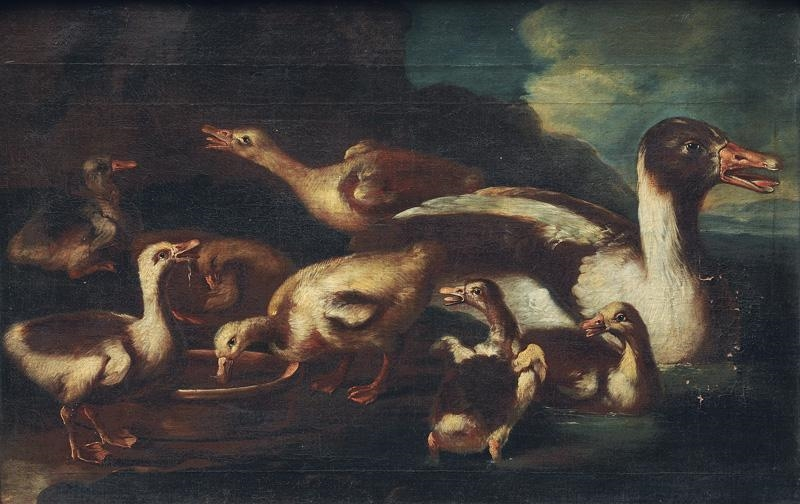
Entenfamilie
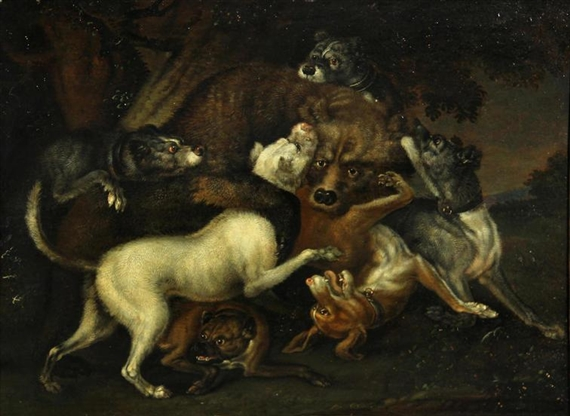
Von Hunden gehetzter Bär
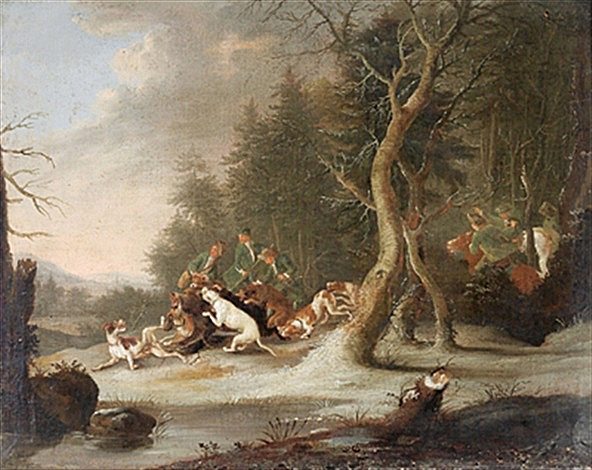
Wildschweinjagd